# Герхард II (Хоя)
Герхард II фон Хоя (на немски: Gerhard II von Hoya; * ок. 1280; † 1313) е от 1290 до 1313 г. управляващ граф на Графство Хоя.

## Биография
Той е най-възрастният син на граф Хайнрих II фон Хоя († 1290) и Юта фон Равенсберг († 1282), дъщеря на граф Лудвиг фон Равенсберг и Гертруда фон Липе, дъщеря на граф Херман II фон Липе.
Герхард II управлява от 1290 до 1313 г. заедно с брат си Ото II (1271 – 1324). Те се разбират графството да се подели между синовете на Ото, Герхард и Йохан, което те правят през 1345 г.
Герхард II умира 1313 г. бездетен и по-малкият му брат Ото II поема управлението на графството.

## Фамилия
Първи брак: с Аделхайд. Бракът е бездетен.
Втори брак: през 1302 г. с Лиутгард фон Мекленбург (* ок. 1289; † 1352), дъщеря на княз Йохан III фон Мекленбург и Хелена фон Рюген. Те нямат деца. Вдовицата му Лиутгард фон Мекленбург се омъжва втори път за граф Адолф VII фон Холщайн (* ок. 1270; † 1315) и трети път за граф Гюнтер II фон Линдов-Рупин (* 1312).

## Литертура
- Heinrich Gade: Historisch-geographisch-statistische Beschreibung der Grafschaften Hoya und Diepholz. Nienburg 1901.
- Wilhelm Hodenberg: Hoyer Urkundenbuch. Hannover 1848 – 1856.
- Bernd Ulrich Hucker: Die Grafen von Hoya. Hoya 1993.
- Museum Nienburg: Die Grafschaften Bruchhausen, Diepholz, Hoya und Wölpe. Nienburg 2000.